# واله‌ساکاردا
واله‌ساکاردا (به ایتالیایی: Vallesaccarda) یک کومونه در ایتالیا است که در استان آولینو واقع شده‌است. واله‌ساکاردا ۱۴ کیلومتر مربع مساحت و ۱٬۳۵۷ نفر جمعیت دارد و ۶۵۰ متر بالاتر از سطح دریا واقع شده‌است.